# Sardia campbelli
Sardia campbelli är en insektsart som beskrevs av Frederick Arthur Godfrey Muir 1921. Sardia campbelli ingår i släktet Sardia och familjen sporrstritar. Inga underarter finns listade i Catalogue of Life.